# Rejon bajkitski
Rejon bajkitski (ros. Байкитский район) – jeden z 3 rejonów Ewenkijskiego Okręgu Autonomicznego w Kraju Krasnojarskim. Stolicą rejonu był Bajkit.
W wyniku likwidacji Ewenkijskiego Okręgu Autonomicznego w 2007 roku, rejon bajkitski przestał istnieć, a jego terytorium stało się częścią rejonu ewenkijskiego.
100% populacji stanowiła ludność wiejska, ponieważ w regionie nie było żadnego miasta.